# Kent (Connecticut)
Kent é uma cidade do Condado de Lichtfield, Connecticut, localizada ao lado da fronteira com o estado de Nova Iorque. Sua população era de 3 019 de acordo com o censo de 2020.